# 상원군 (이세령)
상원군 이세령(祥原君 李世寧, 1593년 12월 2일∼1637년 2월 16일)은 조선 왕족 종실이다. 자는 자안(子安)이다.
양원군(성종(이혈)의 서자)의 증손(曾孫)이자 성종(이혈)의 고손(高孫)인 그는 1593년(선조 26) 12월 2일에 태어나 향년 45세로 1637년(인조 15) 음력 정월 22일에 별세하였다. 그의 생모는 현부인 상주김씨로 좌의정 김귀영(金貴榮)의 딸이다. 이세령 공은 어려서부터 단엄 엄숙하고 과묵하여 경전자사(經傳子史)를 배우기 좋아하였고 널리 통달하고 밝게 이해하였다.
특히 그는 손수 논어(論語)를 써서 밤낮으로 독송하였다. 성년이 되어 관례를 치르고 상원수를 제수 받았다.
그가 청년 시절인 조선 광해군 때에 이이첨(李爾瞻)이 폐모론을 주창하여 온 조정이 부화뇌동 하게 되었다.
그러나 이세령 공과 아우인 진원군만이 오직 정도를 지켜 굴복하지 않았으며, 권력을 쥔 조신들의 뜻에 거슬려서 차라리 거의가 화를 입는 수준에 이르렀다. 그러나 형인 여원공, 중제 낙원공과 의논을 하고 정도를 지키어 끝까지 굴복하지 않았다. 1636년(인조 14) 후금군사들이 쳐들어오자 공과 진원군은 인열왕후 혼전을 모시고 먼저 강화도로 들어갔으며, 어가는 남한산성에 머물고 있을 때 강화진을 침범하자 위급함을 부중(府中)의 정불공(鼎彿公)에게 알리고 하늘을 우러러보며 탄식하며 말했다. “나라일이 이지경에 이르렀으니 살아서 무엇하리오.” 모친이 말하기를 “나라를 위해 죽는 것은 신하된 자의 직분이다. 하물며 왕실의 지친임에 나도 여기서 죽겠다.”고 하였으며 공은 울면서 명을 받고 나아가 말하기를, “포로가 되어 치욕을 당하느니 차라리 죽는 것이 어떻겠소.” 하며 성이 함락되자 공은 갑옷을 벗어 종복에게 주고 문충공(文忠公) 김상용(金尙容)과 더불어 남문루에 올라가 불을 놓아 자분하였다. 모친과 배위인 문의조씨가 동시에 순절하니 효종대왕이 심양에서 돌아와 인조대왕에게 아뢰어 말하였다. “상원군이 죽음으로써 절개를 지킨 일은 신이 직접 목격하였습니다.”라고 하며 정표와 은전을 내릴 것을 아뢰었다. 그러나 유사가 황망하여 거행치 못하고 다만 김씨 · 조씨를 열녀로 정하였다.

## 사후
1731년(영조 7) 증손 채원(採遠)이 상소하고 예조판서 신사철(申思喆)이 다시 아뢰어 승헌대부 상원군 겸 오위도총부 도총관에 추증되었다.
1788년(정조 12) 공의 현손 명현(命鉉)이 상소하여 충신 충열공(忠烈公)으로 증시되었다.
남은 옷으로 의정부시 녹양동 선영 유좌에 의관 예장하였다. 그 충신 · 정려문이 경기도 파주시 교하면 야당리 341-1 상원군 사당에 있으며 정려문의 글은 서유린(徐有隣)이 썼다.